# Міхай Танчич
Міхай Танчич (угор. Táncsics Mihály; 21 квітня 1799 — 28 червня 1884) — угорський політик, письменник, журналіст та революціонер.

## Біографія
Міхай Танчич народився в сім'ї сербських кріпаків, працював наймитом, ткачем, учителем. Прихильник ідей Великої французької революції, якобінців, Максиміліана Робесп'єра, французького утопічного соціалізму, Танчич у своїх роботах «Народна книга» (1842), «Погляди на свободу друку» (1844), «Голос народу — голос божий» (1848) висунув радикальну для того часу програму революційних перетворень, що передбачала визволення кріпаків без викупу і введення загального виборчого права.
У 1847 році був заарештований за революційні виступи. Звільнення Танчича з в'язниці 15 березня 1848 року стало одним із найважливіших подій на початку угорської революції 1848-49 років, а Танчич разом із Шандором Петефі і Палом Вашварі очолив її радикальне крило. У червні 1848 року Міхай Танчич був обраний у депутати угорських Державних зборів. Після поразки революції Танчича заочно засудили до страти, і він переховувався аж до загальної амністії, оголошеної у 1857 році. У 1860 році за організацію демонстрації, присвяченої річниці революції, Танчич був знову заарештований і поміщений у в'язницю.
Після звільнення з ув'язнення в 1867 році зблизився з робочим і соціалістичним рухом Угорщини. У 1869 році вступив в першу соціалістичну організацію Угорщини — «Загальний робочий союз» — і деякий час очолював його.

## Вшанування
Ім'я Міхая Танчича має одна з вулиць у Буді, де на місці будинку № 9 розташовувалися казарми Йосипа, де утримували під арештом Танчича і інших лідерів антигабсбурзького повстання 1848—1849 років.